# 球果

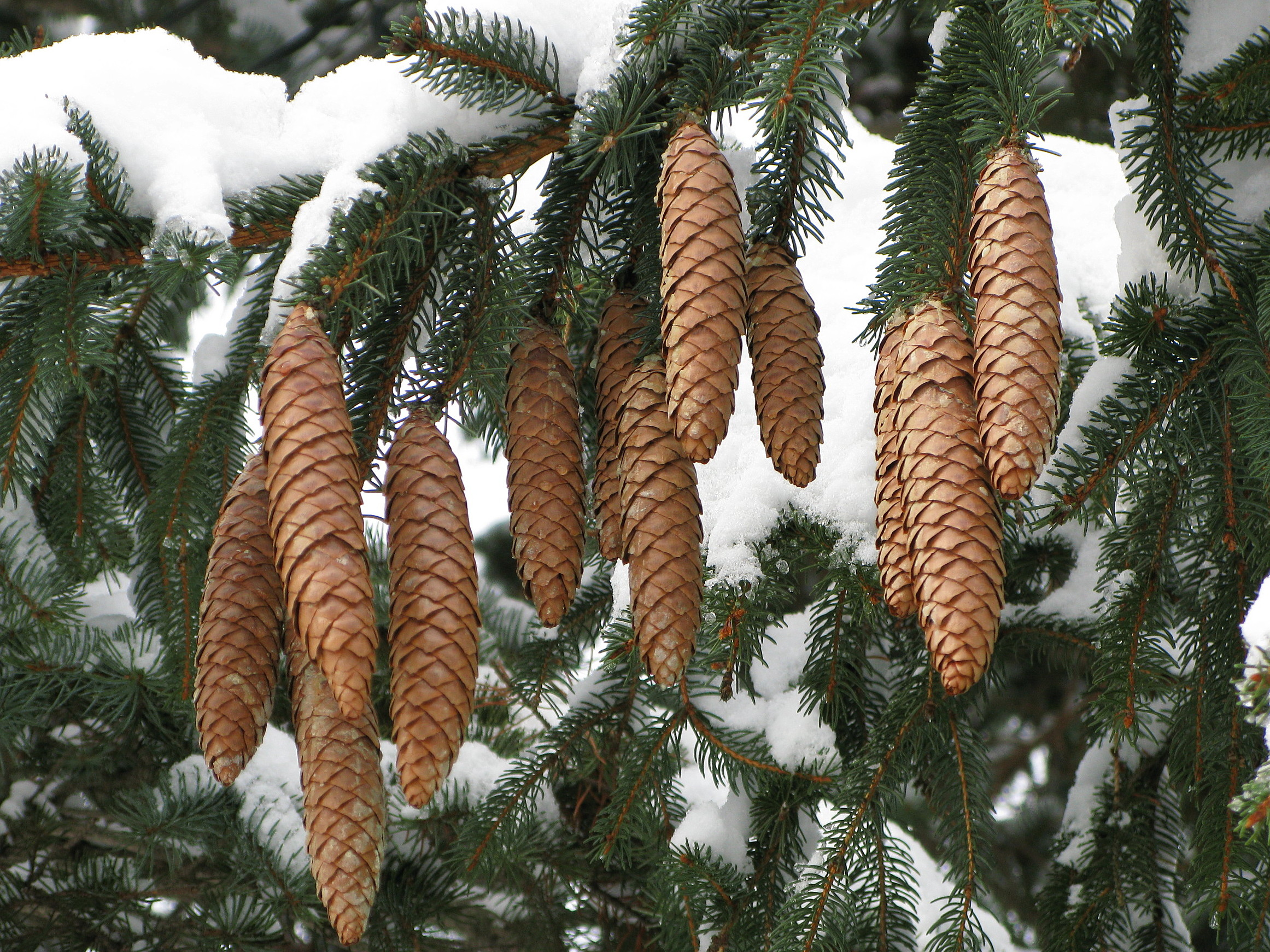
ドイツトウヒ （マツ科）の雌性球果。
カラマツなどの球果とは異なり垂れ下がる。球果を覆う構造1枚1枚が果鱗と呼ばれる鱗片であり、苞鱗と種鱗と呼ばれる2種類の構造が癒合してものである。

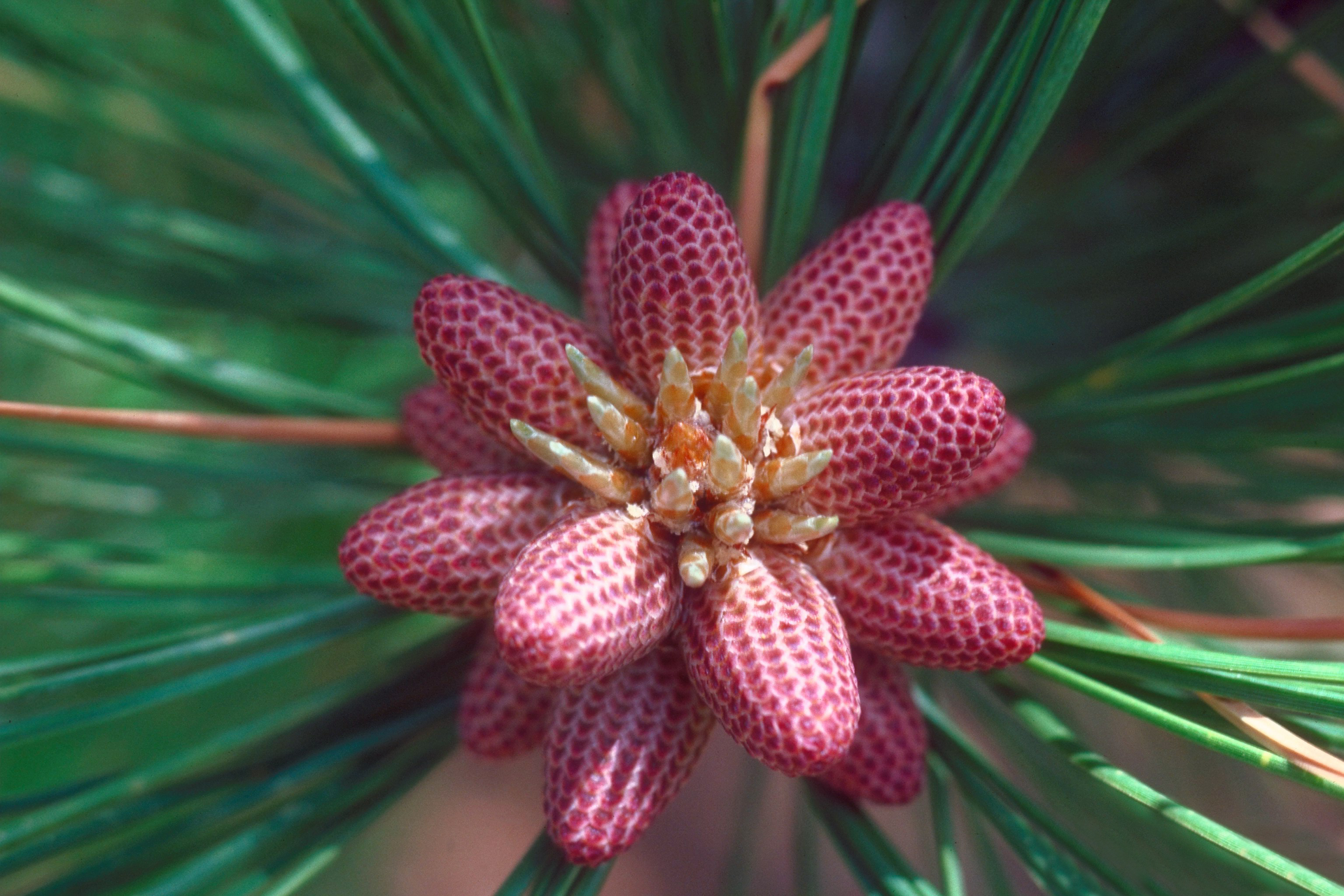
ポンデローサマツ （マツ科）の雄性球果。雌性球果とは異なり、鱗片は1種類の葉からなる。

球果（きゅうか、毬果、cone）は、裸子植物の針葉樹類が形成する胞子嚢穂（生殖器官）である。「果」と表現されるが、厳密には果実ではない。英語 cone は円錐を意味する単語であるが、初め矢田部良吉により「毬果」と訳され、後に「球果」として広まった。
針葉樹類の球果は、1個の球果には雌雄どちらかの胞子嚢しか含まれない単性胞子嚢性であり、花粉を生じる小胞子嚢性の雄性球果と種子を生じる大胞子嚢性の雌性球果に分けられる。雄性球果は種子を作る器官ではないため、特に雌性球果を指して「球果」と呼ぶことが多い。マツ目のマツ属やモミ属、トウヒ属のもつ雌性球果は大型となり、俗に「松かさ」や「松ぼっくり」と呼ばれる。
送受粉を行う時期の未成熟な球果は球花（きゅうか、毬花、strobilus）と呼ばれる。雌性胞子嚢穂は雌球花（雌性球花）、雄性胞子嚢穂は雄球花（雄性球花）と呼ばれる。
雌性球果（雌球花）は被子植物における花ではなく、花序に相当すると考えられている。これは、種鱗と苞鱗の維管束が互いに相対しており、種鱗は苞鱗の腋芽（シュート、短枝）が著しく短縮し変形したものと考えられるためであり、種鱗と胚珠が花に相当する器官とみなされる。
かつては花であると考えられて単に「雌花（めばな、female flower）」や「雄花（おばな、male flower）」という語が用いられ、現代の植物学における用語としては適切ではないものの、現在も慣習的に用いられることがある。また、被子植物の進化において心皮（子房）の獲得は重要なイベントであり、球果は子房を持たず、被子植物の生殖器官を指す「果実」や「花」とは異なる構造であるため、それらの語が含まれる「球果」や「球花」という用語を避ける研究者もいる。例えば長谷部 (2020) では、一貫して雌性球果（雌性球花）に対して「雌性胞子嚢穂」、雄性球花に対して「雄性胞子嚢穂」という用語が用いられている。また、福岡教育大学教授の福原達人は球果を「錐」と訳している。

## 現生針葉樹類と球果を持つ系統
針葉樹類はマツ類 Pinidae とヒノキ類 Cupressidae の大きく2系統からなり、狭義の針葉樹類は側系統群である。広義の針葉樹類（マツ綱 Pinopsida）はグネツム類 Gnetidae を含み、マツ類とグネツム類からなるクレードがヒノキ類と姉妹群をなす。針葉樹類は球果を作るため、球果植物や球果類とも呼ばれる。針葉樹を指す英語 conifer や針葉樹類（球果植物）を指すラテン語 Coniferae は球果 (cōnus) をつける (ferō) というラテン語に由来する。
以下は Yang et al. (2022) に基づく現生裸子植物 Pinophytina (=Acrogymnospermae) の系統樹である。典型的な球果を持つ系統を太字で示す。イチイ科とマキ科では肉質の構造を伴う1つの胚珠からなる雌性胞子嚢穂をもち、これらはそれぞれ独立に獲得されたものである。マキ科やイヌガヤ属の雌性胞子嚢穂は「球果」と言及されることもある。

| ソテツ類    | ソテツ目 Cycadales    |
| Cycadopsida | ソテツ目 Cycadales    |
| イチョウ類  | イチョウ目 Ginkgoales |
| Ginkgopsida | イチョウ目 Ginkgoales |

|         | グネツム類 Gnetidae |
|         |                     |
| マツ類  | マツ目 Pinales      |
| Pinidae | マツ目 Pinales      |

|  | コウヤマキ科 Sciadopityaceae                                                |
|  |                                                                             |
|  | \| \| ヒノキ科 Cupressaceae \| \| \| \| \| \| イチイ科 Taxaceae \| \| \| \| |
|  |                                                                             |
|  | ヒノキ科 Cupressaceae                                                       |
|  |                                                                             |
|  | イチイ科 Taxaceae                                                           |
|  |                                                                             |

|  | ヒノキ科 Cupressaceae |
|  |                       |
|  | イチイ科 Taxaceae     |
|  |                       |

|  | ナンヨウスギ科 Araucariaceae |
|  |                              |
|  | マキ科 Podocarpaceae         |
|  |                              |

|  | コウヤマキ科 Sciadopityaceae                                                |
|  |                                                                             |
|  | \| \| ヒノキ科 Cupressaceae \| \| \| \| \| \| イチイ科 Taxaceae \| \| \| \| |
|  |                                                                             |
|  | ヒノキ科 Cupressaceae                                                       |
|  |                                                                             |
|  | イチイ科 Taxaceae                                                           |
|  |                                                                             |

|  | ヒノキ科 Cupressaceae |
|  |                       |
|  | イチイ科 Taxaceae     |
|  |                       |

|  | ナンヨウスギ科 Araucariaceae |
|  |                              |
|  | マキ科 Podocarpaceae         |
|  |                              |

|         | グネツム類 Gnetidae |
|         |                     |
| マツ類  | マツ目 Pinales      |
| Pinidae | マツ目 Pinales      |

|  | コウヤマキ科 Sciadopityaceae                                                |
|  |                                                                             |
|  | \| \| ヒノキ科 Cupressaceae \| \| \| \| \| \| イチイ科 Taxaceae \| \| \| \| |
|  |                                                                             |
|  | ヒノキ科 Cupressaceae                                                       |
|  |                                                                             |
|  | イチイ科 Taxaceae                                                           |
|  |                                                                             |

|  | ヒノキ科 Cupressaceae |
|  |                       |
|  | イチイ科 Taxaceae     |
|  |                       |

|  | ナンヨウスギ科 Araucariaceae |
|  |                              |
|  | マキ科 Podocarpaceae         |
|  |                              |

|  | コウヤマキ科 Sciadopityaceae                                                |
|  |                                                                             |
|  | \| \| ヒノキ科 Cupressaceae \| \| \| \| \| \| イチイ科 Taxaceae \| \| \| \| |
|  |                                                                             |
|  | ヒノキ科 Cupressaceae                                                       |
|  |                                                                             |
|  | イチイ科 Taxaceae                                                           |
|  |                                                                             |

|  | ヒノキ科 Cupressaceae |
|  |                       |
|  | イチイ科 Taxaceae     |
|  |                       |

|  | ナンヨウスギ科 Araucariaceae |
|  |                              |
|  | マキ科 Podocarpaceae         |
|  |                              |

| ソテツ類    | ソテツ目 Cycadales    |
| Cycadopsida | ソテツ目 Cycadales    |
| イチョウ類  | イチョウ目 Ginkgoales |
| Ginkgopsida | イチョウ目 Ginkgoales |

|         | グネツム類 Gnetidae |
|         |                     |
| マツ類  | マツ目 Pinales      |
| Pinidae | マツ目 Pinales      |

|  | コウヤマキ科 Sciadopityaceae                                                |
|  |                                                                             |
|  | \| \| ヒノキ科 Cupressaceae \| \| \| \| \| \| イチイ科 Taxaceae \| \| \| \| |
|  |                                                                             |
|  | ヒノキ科 Cupressaceae                                                       |
|  |                                                                             |
|  | イチイ科 Taxaceae                                                           |
|  |                                                                             |

|  | ヒノキ科 Cupressaceae |
|  |                       |
|  | イチイ科 Taxaceae     |
|  |                       |

|  | ナンヨウスギ科 Araucariaceae |
|  |                              |
|  | マキ科 Podocarpaceae         |
|  |                              |

|  | コウヤマキ科 Sciadopityaceae                                                |
|  |                                                                             |
|  | \| \| ヒノキ科 Cupressaceae \| \| \| \| \| \| イチイ科 Taxaceae \| \| \| \| |
|  |                                                                             |
|  | ヒノキ科 Cupressaceae                                                       |
|  |                                                                             |
|  | イチイ科 Taxaceae                                                           |
|  |                                                                             |

|  | ヒノキ科 Cupressaceae |
|  |                       |
|  | イチイ科 Taxaceae     |
|  |                       |

|  | ナンヨウスギ科 Araucariaceae |
|  |                              |
|  | マキ科 Podocarpaceae         |
|  |                              |

|         | グネツム類 Gnetidae |
|         |                     |
| マツ類  | マツ目 Pinales      |
| Pinidae | マツ目 Pinales      |

|  | コウヤマキ科 Sciadopityaceae                                                |
|  |                                                                             |
|  | \| \| ヒノキ科 Cupressaceae \| \| \| \| \| \| イチイ科 Taxaceae \| \| \| \| |
|  |                                                                             |
|  | ヒノキ科 Cupressaceae                                                       |
|  |                                                                             |
|  | イチイ科 Taxaceae                                                           |
|  |                                                                             |

|  | ヒノキ科 Cupressaceae |
|  |                       |
|  | イチイ科 Taxaceae     |
|  |                       |

|  | ナンヨウスギ科 Araucariaceae |
|  |                              |
|  | マキ科 Podocarpaceae         |
|  |                              |

|  | コウヤマキ科 Sciadopityaceae                                                |
|  |                                                                             |
|  | \| \| ヒノキ科 Cupressaceae \| \| \| \| \| \| イチイ科 Taxaceae \| \| \| \| |
|  |                                                                             |
|  | ヒノキ科 Cupressaceae                                                       |
|  |                                                                             |
|  | イチイ科 Taxaceae                                                           |
|  |                                                                             |

|  | ヒノキ科 Cupressaceae |
|  |                       |
|  | イチイ科 Taxaceae     |
|  |                       |

|  | ナンヨウスギ科 Araucariaceae |
|  |                              |
|  | マキ科 Podocarpaceae         |
|  |                              |

針葉樹類（球果類）以外の裸子植物の胞子嚢穂についても、球果や球花と呼ばれるものがある。ソテツ類の胞子嚢穂も球花と呼ばれ、雌雄それぞれ雌球花、雄球花と呼び分けられる。広義の針葉樹類に内包されるグネツム類も、マオウ属の雌性胞子嚢穂は雌性球果、雄性胞子嚢穂は小胞子嚢球果と呼ばれうる。

## 雌性球果
雌性球果（しせいきゅうか、seed cone）は、針葉樹類の大胞子嚢穂（雌性胞子嚢穂）を指す。雌性球果は雌球果や、単に球果とも呼ばれ、受粉時の球果は雌球花や雌性球花 (floral cone)と呼び分けられる。
かつてはその相同性について議論がなされたが、ルドルフ・フローリン (1951)により、コルダイテス類を祖型とした雌性球果の構造と進化の解釈が研究され、現在でも受け入れられている。
球果は1本の木質化した軸（果軸）に数個から多数の木質化した鱗片が螺生または対生してついたものである。この鱗片は種鱗（しゅりん、seed scale, ovuliferous scale, seminiferous scale）および苞鱗（ほうりん、包鱗、bract scale）の2種類の鱗片と胚珠が癒合してできたものであるため、種鱗複合体（しゅりんふくごうたい、ovuliferous scale complex, seed-scale complex）と呼ばれる。種鱗複合体は苞鱗種鱗複合体や種鱗苞鱗複合体とも訳され、果鱗（かりん、cone scale, fructiferous scale、果鱗片、果鱗複合体）と呼ばれることもある。そして、種子は種鱗の向軸面につく。種鱗は苞鱗を伴うため、雌性球果は複合胞子嚢穂（ふくごうほうしのうすい、compound strobilus）と解釈される。
苞鱗の維管束は普通葉の維管束と同じ配列をしており、背軸側に篩部、向軸側に木部が位置する。それに対し、種鱗の維管束はそれとは逆であり、背軸側に木部、向軸側に篩部が位置する。このことから、球果の鱗片は苞鱗と種鱗という2枚の葉がそれぞれ向かい合った構造となっていると解釈される。ここに、コルダイテス類とボルチア類からつながる生殖器官の変形を考慮すると、種鱗は変形した腋芽であり、種鱗と胚珠を合わせたものが被子植物の花に相当すると考えられる（#進化節も参照）。
種鱗と苞鱗の癒合の程度は様々で、一方がほぼ退化するものもみられる。また、種鱗と苞鱗の維管束は軸から独立してそれぞれに入るものや、1個や1群の維管束が途中で分かれてそれぞれに入るものがある。
球果には鱗片が螺旋葉序や十字対生で配列し、これは栄養シュートの葉序と一致することが多い。球果の主軸付近で鱗片の螺旋葉序を斜列法で示すと、2:3 または 3:5 のものが多い。しかし鱗片の表面で斜列線を計測すると、主軸の面より外側に突出すると円周が大きくなり比が小さくなるため、表面では実際より高次に見える。マツやトウヒの球果は表面上 8:13 に見えるが、母軸面では 3:5 である。メタセコイア Metasequoia の球果は十字対生をなす。
| 研究者                          | 苞鱗種鱗複合体                     | 種鱗               | 苞鱗        |
| ------------------------------- | ---------------------------------- | ------------------ | ----------- |
| Masters (1891)                  | Fruit-scale                        | Seed-scale         | Bract Scale |
| Aase (1915)                     | Megasporophyll Compound sporophyll | Scale              | Bract       |
| Eames (1913)                    | Cone scale                         | Ovuliferous scale  | Bract       |
| Worsdell (1899)                 | Sporangiferous scale               | Seminiferous scale | Bract       |
| Pilger (1926) / Herzfeld (1914) | Zapfenschuppen                     | Fruchtschuppe      | Deckschuppe |
| Engler                          | Früchtblätter                      | Fruchtschuppe      | Deckschuppe |
| 神谷 (1909)                     | -                                  | 果鱗               | 苞鱗        |
| 早田 (1933)                     | 鱗片、果片、毬果片                 | 實片、果片         | 苞片、心皮  |
| 池野                            | 鱗片、芽胞葉                       | 果鱗               | 苞鱗        |
| 牧野 / 宮部 / 熊沢 (1979)       | -                                  | 種鱗               | 苞鱗        |
| 佐竹 (1934)                     | 毬果鱗、果鱗                       | 種鱗               | 苞鱗        |
| 郡場 (1951)                     | -                                  | 實鱗               | 被鱗        |
| 本田 (1955)                     | -                                  | 実鱗               | 被鱗        |
| 矢頭 (1964)                     | 鱗片、果鱗、果鱗片                 | 種鱗               | 包鱗        |
| 清水 (2001)                     | 種鱗複合体、果鱗                   | 種鱗               | 苞鱗        |
| ギフォード & フォスター (2002)  | 種鱗複合体、苞鱗－種鱗複合体       | 種鱗               | 苞鱗        |
| 長谷部 (2020)                   | 苞鱗種鱗複合体                     | 種鱗               | 苞鱗        |

### マツ目

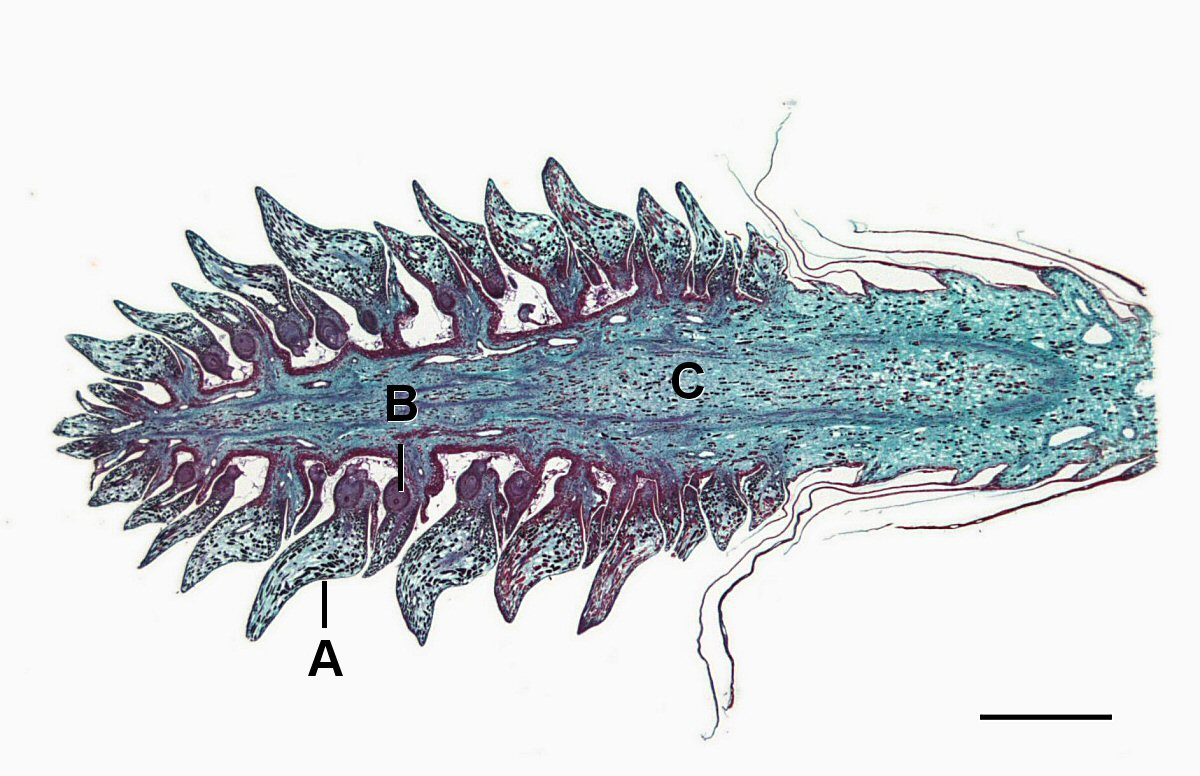
マツの1年目の球花の縦断面切片
A. 種鱗、B. 胚珠、C. 軸

マツ科の雌性球果では、種鱗は背軸面基部にのみ合着した小さな苞鱗を伴い、向軸面基部に1対の胚珠を産する。胚珠は倒生し、珠孔が種鱗の基部側を向く。
また、苞鱗には普通葉と同様に、木部が向軸面に向いた単独の維管束が独立した維管束跡として苞鱗の中に伸びていく。それに対し種鱗に入る維管束跡は腋生の栄養シュートの枝跡と同様に、苞鱗より上の位置で3–4本が中心柱から分岐し、種鱗内部で二又分岐して木部が種鱗の下（背軸側）に向いた脈系を形成する。
マツ属 Pinus やツガ属 Tsuga、トウヒ属 Piceaでは普通、苞鱗は小型で、種鱗に比べ短い。トガサワラ属 Pseudotsuga では苞鱗は種鱗より長く突出し、先端が3裂して3歯状縁となる。カラマツ属 Larix やモミ属 Abies では、苞鱗が種鱗より長いかは種により、顕著に突出した特徴的な苞鱗を持つものがいる。
モミ属やカラマツ属の球果は枝に直立するのに対し、多くのトウヒ属やトガサワラ属、ツガ属の球果は下垂する。マツ属は下垂するものも上向きのものも見られる。モミ属の球果は成熟すると、果軸を枝に残して鱗片（種鱗複合体）が脱落する。

### ヒノキ目
コウヤマキ科では、マツ科と同様に胚珠が種鱗の上から基部側を向いて形成される。雌雄同株で、大型で木質の雌性球果が長枝の先端に1–2個付く。鱗片には2–9個の倒立胚珠を含む。種鱗は扇形で、種子側面には狭い翼を持つ。苞鱗は種鱗の半分の長さで、大部分が種鱗に合着する。
ヒノキ科では、種鱗と苞鱗はほぼ完全に癒合する。雌性球果は普通小さい。胚珠は種鱗の基部から遠位方向を向いて形成される。胚珠数は、普通鱗片1個あたり2–3個であるが、ヒノキ科では増加する傾向にあり、ヒノキ属 Cupressus の一部の種では6–20個になることもある。苞鱗では稀にしか分岐しない1本の維管束をもつ。種鱗の維管束様式は複雑で、属により、反転した維管束が1本だけ形成されるもの、維管束が放射方向に分岐して2本の弧状の維管束を持つものなど、さまざまである。ビャクシン属 Juniperus などでは、球果は液質（肉質）となり、漿質球果（しょうしつきゅうか、fleshy cone）または肉質球果（にくしつきゅうか、galbulus）と呼ばれる。それ以外の球果は木質で、熟すと裂開する。
Aase (1915)、Pilger (1926)、Florin (1951) で仮定されていた種鱗複合体では、旧スギ科のヒノキ科における果鱗の大部分は種鱗であると解釈されてきた。しかし発生過程の研究により、スギ亜科 Taxodioideae などのいくつかの分類群では実際に胚珠が種鱗複合体の腋に明瞭に挿入されており、果鱗の向軸側は種鱗であるとみなされる一方、いくつかの旧スギ科ヒノキ科の果鱗では上面の栄養成長から、果鱗の遠位端は苞鱗であるとみなされる。 旧スギ科ヒノキ科基部と頂端の鱗片は不稔で、中央部の鱗片のみに稔性がある。セコイア Sequoia sempervirens やスギ Cryptomeria japonica などでは、しばしば球果の先端からさらにシュートが伸長する、貫性 (proliferation) を示すことがある。また、ヒノキ亜科およびカリトリス亜科では胚珠は鱗片の葉腋に形成されるため、果鱗は種鱗複合体を形成せず苞鱗のみからなる。そして種鱗は強く退化し、胚珠のみが残る。
| 亜科                                | 球果の向き                                                                                                 | 鱗片数                 | 苞鱗と種鱗の大きさ     | 鱗片当りの胚珠数  | 胚珠の位置               | 胚珠の向き                        |
| ----------------------------------- | --- | ---------------------- | ---------------------- | ----------------- | ------------------------ | --------------------------------- |
| コウヨウザン亜科 Cunninghamioideae  | 下垂 | 多数                   | 苞鱗が大きい           | 普通3個           | 鱗片上                   | 倒生                              |
| タイワンスギ亜科 Taiwanioideae      | 直立 | 14–20個                | 種鱗は退化し、苞鱗のみ | 2個               | 鱗片上                   | 球花では遠位方向 成熟球果では倒生 |
| タスマニアスギ亜科 Athrotaxidoideae | やや下垂                                                                                                   | 15–20個                | 苞鱗が大きい           | 3–5個が1列に並ぶ  | 鱗片上                   | 球花では直立成熟 球果では倒生     |
| セコイア亜科 Sequoioideae           | 発生初期は直立、成熟すると下垂                                                                             | 約20個（メタセコイア） | 種鱗は退化し、苞鱗のみ | 多数が1–3列に並ぶ | 鱗片上                   | 球花では遠位方向 成熟球果では倒生 |
| スギ亜科 Taxodioideae               | 球花では下垂、成熟すると上向（スギ） 球花では斜行、成熟すると直立（スイショウ） 枝とともに斜行（ヌマスギ） | 20–30個（スギ）        | 種鱗が大きい           | 2–5個             | 腋生                     | 直立                              |
| カリトリス亜科 Callitroideae        | 斜行または直立                                                                                             | 4–9個                  | 苞鱗のみ               | 1–9個             | 腋生                     | 直立                              |
| ヒノキ亜科 Cupressoideae            | 属により多様                                                                                               | 1–7対                  | 苞鱗のみ               | 1–30個            | 軸に頂生または苞鱗に腋生 | 直立                              |

イチイ科は球果を持たず頂生する胚珠を持ち、イチイ属やカヤ属では種衣が肉質化して仮種皮果（かしゅひか、arillocarpium）を形成する。また、イヌガヤ属 Cephalotaxus では2個の胚珠を腋生する十字対生の苞鱗をもち、胚珠は仮種皮を欠き珠皮が肉質化して種子果（しゅしか、seminicarpium）となる。このようにイチイ科は明瞭な球果をもたないため、フローリンは独自の進化史を持つと考えていたが、現在は否定されている。

### ナンヨウスギ目
ナンヨウスギ科は現在は南半球にしか分布していないが、化石記録から中生代には北半球にも広く分布することが分かっており、球果形態の変化が追跡されている。ナンヨウスギ科の球果はふつう大きく、種鱗は顕著に退化し苞鱗とほぼ完全に癒合した種鱗複合体を形成する。ナンヨウスギ属 Araucaria ではマツ科とは異なり1個の胚珠が種鱗に取り囲まれて形成され、翼を持たない。それに対し、ウォレミア属 Wollemia とナギモドキ属 Agathis は翼を持つ種子が種鱗の上側に裸で生じる。
マキ科のイヌマキでは、雌性胞子嚢穂に複数の苞鱗が形成された後、頂端に1枚の種鱗と1つの胚珠の複合体が形成され、成熟すると苞鱗の基部が赤い肉質となる。この肉質の構造はイチイ科とは独立に獲得されたものである。

### 進化

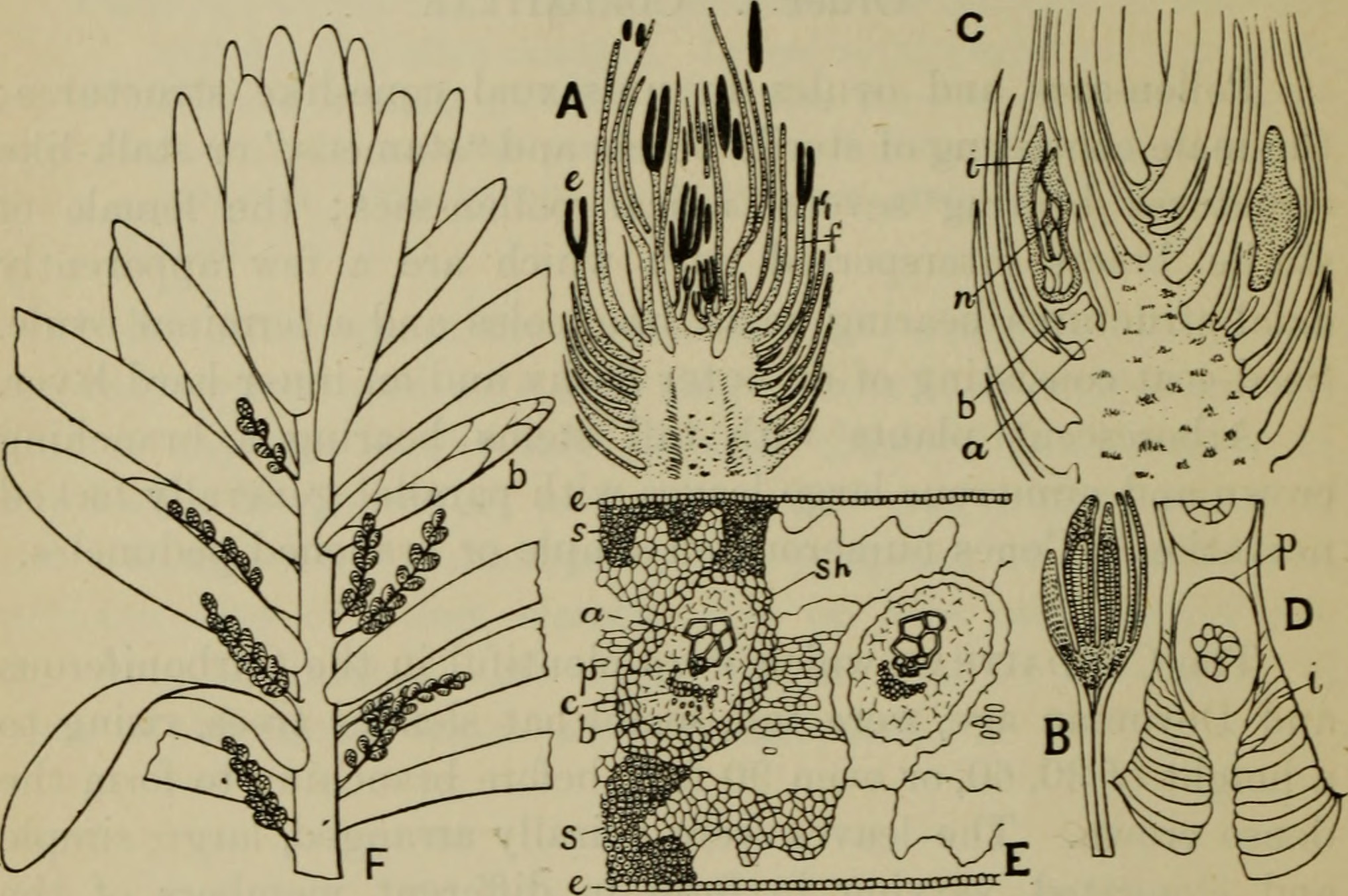
コルダイアントゥス の生殖器官。
A. 雄性胞子嚢の縦断面、B. 雄性胞子葉、C. 雌性胞子嚢の縦断面、D. 胚珠先端の拡大図、E. 葉の横断面切片、F. 生殖器官を伴うシュート

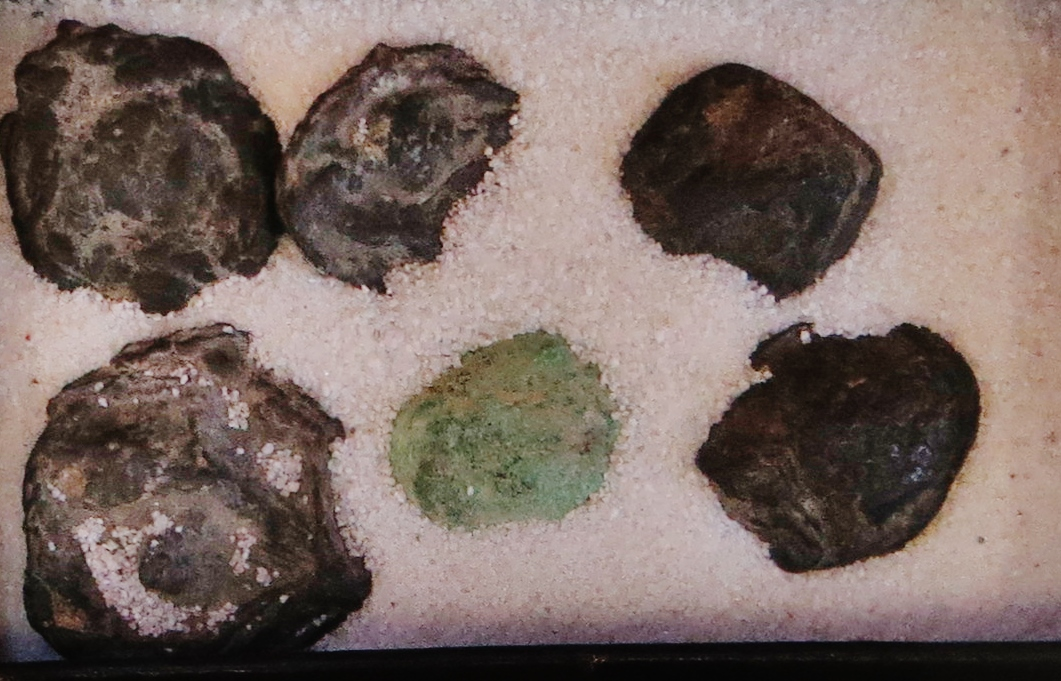
ウルマンニア （ボルチア目）の球果様構造。

雌性球果の進化では、次のような道筋が想定されている。
1. コルダイテス類の稔性シュートで不稔性鱗片が消失し、残った少数の稔性鱗片が癒合して種鱗になった[63]。
2. 胚珠が反曲し、柄が縮小した[63]。
3. 胚珠が種鱗の向軸側の下部に癒合した[63]。

現生針葉樹類の球果の祖型と考えられているのはコルダイテス類の胞子嚢穂の形態属コルダイアントゥス Cordaianthus で、苞にともなう一次軸があり、苞の葉腋に有限成長する稔性シュートを形成した。Cordaianthus concinnus は球果に相当する稔性シュートは多数の不稔性鱗片を持ち、先端の5–10枚にのみ稔性があった。各稔性鱗片には、頂生する基部で癒合していた6個の小胞子嚢を付けた。胚珠を持つ稔性シュートも螺旋配列する鱗片からなり、先端部の4–6枚が稔性で、それぞれに1個か（鱗片葉が分岐した場合）それ以上の左右相称の胚珠を作った。
Florin (1951) は、コルダイテス類の胞子嚢穂がボルチア類の胞子嚢穂に受け継がれたと考えた。ボルチア類の雌性胞子嚢穂は、コルダイテス類の生殖シュートの一次軸が短縮し、苞と稔性シュートを有限成長する球果構造を取らせることにより進化したと解釈される。ボルチア類の雌性胞子嚢穂では、葉腋に形成されるシュートがレバキア属 Lebachia のように穂状にまとまった種や Ernestiodendron のように全ての鱗片に稔性があった種、Pseudovoltzia のように圧縮して平面状になった種が知られる。後期石炭紀からペルム紀にかけてのLebachia pinifomis では、先端が2裂した苞が螺旋状に配列し、その葉腋に短い生殖シュートを発達させた。通常、生殖シュートの鱗片葉は1枚以外不稔であり、生殖鱗片（大胞子葉）は柄と胚珠からなっていた。胚珠は左右相称で直立して頂生しており、球果軸に面していた。Lebachia lockardii では、生殖シュートは20–30枚の不稔鱗片からなり、シュート基部に1–2枚の生殖鱗片を付けた。それぞれの生殖鱗片には1個の倒生胚珠が頂生した。それに対し、Ernestiodendron filiciforme では全ての鱗片が生殖性であった。後期ペルム紀と中生代の初期から産出する属はさらに現生の球果への移行段階を示し、Pseudovoltzia liebeana の生殖シュートは部分的に癒合した5枚の鱗片からなり、背腹性を持つ「種鱗」の状態になった。この種では、種鱗中央の裂片と2枚の側生裂片にはそれぞれ基部に倒生胚珠が沿着し、苞鱗は腋生した種鱗複合体全体と中央部まで癒合していた。しかし、維管束は軸から種鱗と苞鱗それぞれに独立して入っており、癒合過程の途中であることを示している。
現生針葉樹類の球果では、種鱗は胚珠を乗せるため、胞子葉に類似しているが、種鱗は苞鱗という別の葉に腋生する点で、単なる胞子葉と考えることは難しい。しかし、Florin (1951) の説に従い、種鱗を極端に変形した生殖シュートと解釈することで解決できる。苞鱗は普通葉と同様の維管束の配向であるのに対し、種鱗の維管束が反対側を向いている。種鱗の起源が生殖シュートであり、軸と苞（苞鱗）に面した生殖シュート中の不稔性の鱗片葉が消失したと解釈すると、苞とは反対側についた稔性の鱗片葉が現在の種鱗として残る鱗片であると理解できる。現生針葉樹類の多くの属で小胞子嚢と胚珠を併せ持つ両性胞子嚢性球果が報告されているが、上記のような進化過程からも奇形であると考えられている。
三畳紀から白亜紀にかけて世界的に分布していたケイロレピディア科針葉樹類は、パララウカリア Pararaucaria と呼ばれる雌性球果を形成した。後期ジュラ紀のパリシア科では箆状の種鱗複合体とみられる大胞子葉を持ち、長さ10 cm（センチメートル）程度の球果を形成していた。
グネツム類は球果を持たないが、球果と同様にボルチア類の生殖器官を祖型として、その進化が説明されている。ボルチア類の苞がグネツム類の襟に、栄養葉が被覆に、生殖葉が胚珠に変化したと考えられ、MADS-box遺伝子群やLEAFY 遺伝子の発現パターンからも支持されている。

## 雄性球果
雄性球果（ゆうせいきゅうか、pollen cone）は、針葉樹類の小胞子嚢穂（雄性胞子嚢穂）を指す。背軸面に小胞子嚢（しょうほうしのう、microsporangium）が直接付着した鱗片状の小胞子葉が有限の軸に密生する構造を持つ。雄球花や雄性球花とも呼ばれる。小胞子葉は被子植物の雄蕊に、小胞子嚢は花粉を含む被子植物の葯に相当する器官であり、それぞれ雄蕊や葯と言及されることもある。しかし雄蕊とは異なり雄性球果の小胞子葉に花糸はない。
雄性球果では雌性球果のように苞を伴わず、小胞子嚢は一次付属器官である小胞子葉に直接付着するため、単体胞子嚢穂（たんたいほうしのうすい、simple strobilus）と解釈される。そのため、被子植物の花序に相当すると考えられる雌性球果とは異なり、被子植物の花に相当すると考えられる。先端部や背軸側に雄性胞子嚢を付けた胞子葉を有する点でシダ種子類、大葉シダ植物、小葉植物と共通しており、祖先形質を保持しているといえる。また、小胞子嚢は発生様式全体を通じて真嚢性であるが、表皮層の分裂により形成される他の系統とは異なり一続きの下皮細胞の並層分裂に起源するものもあることが知られる。
針葉樹類の雄性球果はソテツ類の小胞子嚢穂などと比較して小さく、長さ数 cm 以下である。最長は10–12 cm に達する Araucaria bidwillii のものである。
形成される位置は系統ごとに多様で、マツ属 Pinus では鱗片葉の葉腋に生じ、枝の頂端のやや下側に塊を形成する。ヒマラヤスギ属 Cedrus では単独の雄性球果が短枝の先端に発達する。ヒノキ科では発達し、特殊化した側枝に頂生する。
雄性球果の小胞子葉は普通、背軸側に胞子嚢が付く先端が広がった扁平な葉状のもの (hyposporangiate microsporangiophore) である。しかし、イチイ科では小胞子嚢が放射状に着生するもの (perisporangiate microsporangiophore) が知られる。これは盾状の小胞子葉と言われていたが、実際は極端に退縮した胞子葉が放射状に着生しているものである。イヌガヤ属 Cephalotaxus の雄性球果は鱗片状の苞が集合して球果状構造をとるが、苞腋付近から出る短軸上に10個程度の小胞子葉が着生し、そのそれぞれの背軸側に2–3個の胞子嚢を付ける。それぞれの軸の頂端につく胞子葉では苞を伴わない短軸の頂端に小胞子嚢が放射状に着生する。Wilde (1975) は、これを背腹性の胞子葉数個が向軸側で合着したもの（複合胞子嚢穂、花序に相当する）と考え、イチイ属 Taxus の雄性球果における胞子嚢穂もこれが退化してできたものであると解釈した。シロミイチイ属 Pseudotaxus の発生学的研究からもこれが支持されており、イヌガヤ属からシロミイチイ属、イチイ属、そしてカヤ属に至る雄性球果の進化仮説が立てられている。
小胞子葉につく小胞子嚢の数も多様である。マツ科では2個で一定する。他の科では2–7個の胞子嚢が一つの小胞子葉に付き、ナンヨウスギ属やナギモドキ属では13–15個の胞子嚢を付けるものも知られる。

## 生殖
針葉樹類の受粉は風媒であり、送受粉期に雄性球果から花粉が放出される。胞子を放出するだけの雄性球果とは違い、雌性球果は様々な機能的役割を持っている。
トガサワラ属 Pseudotsuga（マツ科）など多くの針葉樹類では、同じ季節に受粉と受精が起こり、成熟に2年を必要とする。マツ属 Pinus（マツ科）や日本のビャクシン属 Juniperus（ヒノキ科）ではさらに長く、胚珠の受粉から受精までに12–14月かかり、完全な生活環は3年近くになる。対してモミ属 Abies では球果は年内に熟し、種子は種鱗と苞鱗とともに果軸を枝に残して脱落する。北米産のものでは、エンピツビャクシン Juniperus virginiana のようにビャクシン属にも年内に成熟するものが知られる。
ポンデローサマツ Pinus ponderosa（マツ科）を用いた研究では、9月中旬までには鱗片で包まれた若い未分化の雌性球果の原基が存在することが確認されており、冬から春にかけて成長を続ける。翌年3月までには求頂的に苞鱗の発生が起こり、前形成層が分化して下部の苞鱗原基に侵入する。4月中には苞鱗は完全な大きさに近づき、その腋に種鱗原基が発達する。5月1日までには成熟した苞鱗に腋生した種鱗原基が目立つようになる。この発生段階の雌性球果は発達中の短枝を腋生する苞を持つ若い栄養シュートと比較されている。
マツ属の球果では、受粉後に種鱗は互いに近づき、成熟して種子を放出するまでしっかりと密着したままである。Pinus attenuata、Pinus pungens、リギダマツ Pinus rigida などの閉鎖球果（closed cone、または晩生球果、serotinus cone）型のマツでは成熟期に裂開せず長年樹上に留まり、山火事の熱を用いて種鱗を開いて種子を放出する。